# Verzorgingsplaats Streepland
Verzorgingsplaats Streepland is een Nederlandse verzorgingsplaats die is gelegen aan het gemeenschappelijke trajectdeel van de autosnelwegen A16 en A59, tussen de knooppunten Zonzeel en Klaverpolder, enkele kilometers voor Klaverpolder. Voorheen heette de verzorgingsplaats 't Hoekske. De verzorgingsplaats ligt in de gemeente Moerdijk.
Deze verzorgingsplaats ligt precies op de NAP-nullijn. In 2005 heeft het Nederlands Bureau voor Toerisme & Congressen, samen met de ANWB en de ministeries van Verkeer en Waterstaat en Onderwijs, Cultuur en Wetenschap alle verzorgingsplaatsen die op deze nullijn liggen voorzien van een informatiebord om op deze manier deze lijn inzichtelijk te maken voor het publiek.
Richting Antwerpen:
Sandelingen-West · 
De Zuidpunt · 
Den Hoek · 
Hazeldonk-West
Richting Rotterdam:
Hazeldonk-Oost · 
Streepland · 
Sandelingen-Oost
Richting Oss: De Tille · Keizershof · Den Hoek · Hespelaar · Labbegat · De Lucht
Richting Serooskerke: De Geffense Barrière · De Sprang · Steelhoven · Streepland · Bazius · De Fendert · De Tille